# Juan Díaz Nosti
Juan Díaz Nosti C.M.F. (Oviedo, 17 de febrero de 1880 - Barbastro, 2 de agosto de 1936) fue un sacerdote español, martirizado en Barbastro durante la Guerra Civil Española y venerado como beato por la Iglesia Católica.

## Biografía
Nació en Oviedo, Asturias, el 17 de febrero de 1880 y fue el primer asturiano claretiano. Los padres se trasladaron a Barcelona donde conoció a los claretianos. Ingresó en el seminario de Barbastro y continuó sus estudios en Cervera y Alagón. Fue ordenado sacerdote en la catedral de Zaragoza. Enseñó teología moral en los seminarios de Alagón y Aranda de Duero y fue superior de la casa de Calatayud.
Juan era profesor de teología moral cuando estalló la guerra civil. Fue detenido el 20 de julio de 1936 y fusilado la mañana del 2 de agosto en el cementerio de Barbastro. Junto a Felipe de Jesús Munárriz Azcona y Leonzio Pérez Ramos formó parte del primer grupo de claretianos que sufrió el martirio. Esa noche, junto con ellos, fueron fusiladas otras 17 personas, entre sacerdotes diocesanos y católicos laicos. Sus cuerpos fueron arrojados a una fosa común.

## Veneración
Después de la guerra, los restos de los mártires fueron exhumados y hoy pueden ser venerados en la cripta de la casa museo de Barbastro.
La beatificación tuvo lugar en Roma, por Juan Pablo II, el 25 de octubre de 1992. La Iglesia Católica la recuerda el 2 de agosto.
En 2013 se estrenó una película sobre la historia titulada Un Dios prohibido dirigida por Pablo Moreno.